# Aeroportul Hector
Aeroportul Hector (IATA: FAR, ICAO: KFAR, FAA LID: FAR) este un aeroport din Fargo, Dakota de Nord, Comitatul Cass, Dakota de Nord, Dakota de Nord, Statele Unite ale Americii ce deservește zona Fargo. Aeroportul a fost tranzitat în 2019 de 961.552 de pasageri. A fost deschis în 1927 și numit după Martin Hector⁠(d).
Situat la o altitudine de 275 m, aeroportul dispune de 3 piste.

## Infrastructură

### Piste
Aeroportul dispune de 3 piste: 
- pista 09/27 din beton, cu dimensiunile 6.302 picioare × 100 picioare
- pista 13/31 din beton, cu dimensiunile 3.801 picioare × 75 picioare
- pista 18/36 din beton, cu dimensiunile 9.001 picioare × 150 picioare